# Business Jet
Business Jet is een voormalige luchtvaartmaatschappij met als thuishaven Rotterdam.
Het bedrijf werd opgezet in 2003 als een internationale chartermaatschappij. Het plan was te beginnen met een luchtdienst tussen New York (Newark International Airport) en Rotterdam en daarna het aantal bestemmingen in Noord-Amerika uit te breiden. De vloot bestond uit een klein aantal Boeing-zakenjets.